# Baeonectes muticus
Baeonectes muticus är en kräftdjursart som först beskrevs av Sars 1864.  Baeonectes muticus ingår i släktet Baeonectes och familjen Munnopsidae. Arten är reproducerande i Sverige. Inga underarter finns listade i Catalogue of Life.